# Monica Valvik-Valen
Grethe Monica Eikild Valvik-Valen, geb. Valen, (* 15. September 1970 in Porsgrunn) ist eine ehemalige norwegische Radsportlerin und Straßen-Weltmeisterin.
1987 wurde Monica Valvik-Valen erstmals Norwegische Meisterin auf der Straße, und zwar bei den Juniorinnen. Fünf Jahre später, 1992, errang sie in einem Jahr zwei nationale Meistertitel, im Straßenrennen sowie im Einzelzeitfahren. Zudem gewann sie im selben Jahr das schwedische Radrennen Tygrikescupen; diese drei Erfolge konnte sie im Jahr darauf wiederholen. Insgesamt wurde sie elfmal norwegische Meisterin. Sie nahm auch an zwei Olympischen Spielen teil; im Straßenrennen bei den Olympischen Spielen 1992 in Barcelona belegte sie den fünften Rang. Ihre Spezialität waren Rundfahrten; so gewann sie 2000 die Tour de Bretagne.
1994 errang Monica Valvik-Valen den WM-Titel auf der Straße im italienischen Agrigent. Daraufhin wurde sie in ihrem Heimatland mit der Stiftung-Morgenbladet-Goldmedaille geehrt.
Verheiratet war sie mit dem norwegischen Diskuswerfer Svein Inge Valvik. Ihre Schwester ist die Radrennfahrerin Anita Valen de Vries; der Radsportler Gerrit de Vries ist ihr Schwager.